# پنجک
پنجک، روستایی است از توابع بخش مرزن‌آباد شهرستان چالوس در استان مازندران ایران.

## جمعیت
این روستا در دهستان کوهستان (چالوس) قرار دارد و براساس سرشماری مرکز آمار ایران در سال ۱۳۸۵، جمعیت آن ۱۲۲ نفر (۴۰خانوار) بوده‌است.  مردم پنجک از قومیت طبری هستند. مردم پنجک به زبان طبری با گویش چالوسی سخن می‌گویند.